# 3 Song Sampler
3 Song Sampler è il ventottesimo singolo degli W.A.S.P..
Registrato nel 2004, il disco presenta canzoni pubblicate per la prima volta nell'album The Neon God part 1 - The Rise dello stesso anno. È l'unico singolo estratto da questo disco.

## Tracce
1. X.T.C. Riders – 3:57
2. Sister Sadie (radio edit) – 3:58
3. Red Room of the Rising Sun – 3:59

## Formazione
- Blackie Lawless - voce, chitarra
- Darrell Roberts - chitarra
- Roy Z. - chitarra
- Mike Duda - basso
- Frankie Banali - batteria
- Stet Howland - batteria